# Adagnesia bifida
Adagnesia bifida is een zakpijpensoort uit de familie van de Agneziidae. De wetenschappelijke naam van de soort is voor het eerst geldig gepubliceerd in 1970 door Millar.